# Temporada 1986-87 de la NBA
La temporada 1986-87 de la NBA fue la cuadragésima primera en la historia de la liga. La temporada finalizó con Los Angeles Lakers como campeones tras ganar a Boston Celtics por 4-2.

## Aspectos destacados
- El All-Star Game de la NBA de 1987 se disputó en el Kingdome de Seattle, Washington, con victoria del Oeste sobre el Este por 154-149 en la prórroga. Fue el All-Star de más anotación en la historia de la NBA con 303 puntos totales. Tom Chambers, de los locales Seattle SuperSonics, ganó el premio al MVP del partido. Michael Jordan se hizo con su primer Concurso de Mates.
- Fue la última temporada en activo de Julius Erving, que anunció su retirada ese año. Los pabellones de la NBA rindieron tributo a Erving en cada visita de los 76ers.
- Michael Jordan se unió a Wilt Chamberlain como segundo jugador en la historia de la NBA en anotar 3000 puntos en una temporada.
- Fue la última campaña en la que se enfrentaron los Lakers y los Celtics en las Finales hasta 2008.
- La temporada 1986-87 fue también conocida como la "Era Dorada" de la NBA. En 1987 se incluyeron 20 jugadores Hall Of Fame: Magic Johnson, Kareem Abdul-Jabbar, James Worthy, Larry Bird, Michael Jordan, Kevin McHale, Robert Parish, Moses Malone, Julius Erving, Isiah Thomas, Dominique Wilkins, Charles Barkley, Hakeem Olajuwon, Clyde Drexler, Karl Malone, John Stockton, Alex English, Patrick Ewing, Adrian Dantley y Joe Dumars.
- A pesar de lograr 39 victorias en temporada regular, Seattle Supersonics eliminó a Dallas Mavericks y a Houston Rockets en las dos primeras rondas de los playoffs y se enfrentó a Los Angeles Lakers en las Finales del Oeste, cayendo en cuatro partidos.
- El 4 de febrero de 1987, Los Angeles Lakers establecieron un récord de la NBA al endosarle a Sacramento Kings un parcial de 40-4 en el primer cuarto.

## Clasificaciones

### Conferencia Este
| Equipo             | V  | D  | %V   | P  |
| ------------------ | -- | -- | ---- | -- |
| Boston Celtics     | 59 | 23 | .720 | -  |
| Philadelphia 76ers | 45 | 37 | .549 | 14 |
| Washington Bullets | 42 | 40 | .512 | 17 |
| New Jersey Nets    | 24 | 58 | .293 | 35 |
| New York Knicks    | 24 | 58 | .293 | 35 |

| Equipo              | V  | D  | %V   | P  |
| ------------------- | -- | -- | ---- | -- |
| Atlanta Hawks       | 57 | 25 | .695 | -  |
| Detroit Pistons     | 52 | 30 | .634 | 5  |
| Milwaukee Bucks     | 50 | 32 | .610 | 7  |
| Indiana Pacers      | 41 | 41 | .500 | 16 |
| Chicago Bulls       | 40 | 42 | .488 | 17 |
| Cleveland Cavaliers | 31 | 51 | .378 | 26 |

### Conferencia Oeste
| Equipo            | V  | D  | %V   | P  |
| ----------------- | -- | -- | ---- | -- |
| Dallas Mavericks  | 55 | 27 | .671 | -  |
| Utah Jazz         | 44 | 38 | .537 | 11 |
| Houston Rockets   | 42 | 40 | .512 | 13 |
| Denver Nuggets    | 37 | 45 | .451 | 18 |
| Sacramento Kings  | 29 | 53 | .354 | 26 |
| San Antonio Spurs | 28 | 54 | .341 | 27 |

| Equipo                 | V  | D  | %V   | P  |
| ---------------------- | -- | -- | ---- | -- |
| Los Angeles Lakers C   | 65 | 17 | .793 | -  |
| Portland Trail Blazers | 49 | 33 | .598 | 16 |
| Golden State Warriors  | 42 | 40 | .512 | 23 |
| Seattle SuperSonics    | 39 | 43 | .476 | 26 |
| Phoenix Suns           | 36 | 46 | .439 | 29 |
| Los Angeles Clippers   | 12 | 70 | .146 | 53 |

* V: Victorias
* D: Derrotas
* %V: Porcentaje de victorias
* P: Partidos de diferencia respecto a la primera posición
* C: Campeón

## Playoffs
|  | Primera Ronda     | Primera Ronda         | Primera Ronda         |   |                        | Semifinales de Conferencia | Semifinales de Conferencia | Semifinales de Conferencia |  |   | Finales de Conferencia | Finales de Conferencia | Finales de Conferencia |  |    | Finales NBA        | Finales NBA | Finales NBA |
|  |                   |                       |                       |   |                        |                            |                            |                            |  |   |                        |                        |                        |  |    |                    |             |             |
|  | 1                 | Los Angeles Lakers    | 3                     |   |                        |                            |                            |                            |  |   |                        |                        |                        |  |    |                    |             |             |
|  | 8                 | Denver                | 0                     |   |                        |                            |                            |                            |  |   |                        |                        |                        |  |    |                    |             |             |
|  | 8                 | Denver                | 0                     |   | 1                      | Los Angeles Lakers         | 4                          |                            |  |   |                        |                        |                        |  |    |                    |             |             |
|  |                   |                       |                       |   | 1                      | Los Angeles Lakers         | 4                          |                            |  |   |                        |                        |                        |  |    |                    |             |             |
|  |                   | 5                     | Golden State Warriors | 1 |                        |                            |                            |                            |  |   |                        |                        |                        |  |    |                    |             |             |
|  | 4                 | 5                     | Golden State Warriors | 1 | Utah Jazz              | 2                          |                            |                            |  |   |                        |                        |                        |  |    |                    |             |             |
|  | 4                 |                       |                       |   | Utah Jazz              | 2                          |                            |                            |  |   |                        |                        |                        |  |    |                    |             |             |
|  | 5                 | Golden State Warriors | 3                     |   |                        |                            |                            |                            |  |   |                        |                        |                        |  |    |                    |             |             |
|  | 5                 | Golden State Warriors | 3                     |   |                        |                            |                            |                            |  | 1 | Los Angeles Lakers     | 4                      |                        |  |    |                    |             |             |
|  | Conferencia Oeste |                       |                       |   |                        |                            |                            |                            |  | 1 | Los Angeles Lakers     | 4                      |                        |  |    |                    |             |             |
|  |                   | 7                     | Seattle               | 0 |                        |                            |                            |                            |  |   |                        |                        |                        |  |    |                    |             |             |
|  | 3                 | 7                     | Seattle               | 0 | Portland Trail Blazers | 1                          |                            |                            |  |   |                        |                        |                        |  |    |                    |             |             |
|  | 3                 |                       |                       |   | Portland Trail Blazers | 1                          |                            |                            |  |   |                        |                        |                        |  |    |                    |             |             |
|  | 6                 | Houston               | 3                     |   |                        |                            |                            |                            |  |   |                        |                        |                        |  |    |                    |             |             |
|  | 6                 | Houston               | 3                     |   | 6                      | Houston                    | 2                          |                            |  |   |                        |                        |                        |  |    |                    |             |             |
|  |                   |                       |                       |   | 6                      | Houston                    | 2                          |                            |  |   |                        |                        |                        |  |    |                    |             |             |
|  |                   | 7                     | Seattle               | 4 |                        |                            |                            |                            |  |   |                        |                        |                        |  |    |                    |             |             |
|  | 2                 | 7                     | Seattle               | 4 | Dallas                 | 1                          |                            |                            |  |   |                        |                        |                        |  |    |                    |             |             |
|  | 2                 |                       |                       |   | Dallas                 | 1                          |                            |                            |  |   |                        |                        |                        |  |    |                    |             |             |
|  | 7                 | Seattle               | 3                     |   |                        |                            |                            |                            |  |   |                        |                        |                        |  |    |                    |             |             |
|  | 7                 | Seattle               | 3                     |   |                        |                            |                            |                            |  |   |                        |                        |                        |  | O1 | Los Angeles Lakers | 4           |             |
|  |                   |                       |                       |   |                        |                            |                            |                            |  |   |                        |                        |                        |  | O1 | Los Angeles Lakers | 4           |             |
|  |                   | E1                    | Boston                | 2 |                        |                            |                            |                            |  |   |                        |                        |                        |  |    |                    |             |             |
|  | 1                 | E1                    | Boston                | 2 | Boston                 | 3                          |                            |                            |  |   |                        |                        |                        |  |    |                    |             |             |
|  | 1                 |                       |                       |   | Boston                 | 3                          |                            |                            |  |   |                        |                        |                        |  |    |                    |             |             |
|  | 8                 | Chicago               | 0                     |   |                        |                            |                            |                            |  |   |                        |                        |                        |  |    |                    |             |             |
|  | 8                 | Chicago               | 0                     |   | 1                      | Boston                     | 4                          |                            |  |   |                        |                        |                        |  |    |                    |             |             |
|  |                   |                       |                       |   | 1                      | Boston                     | 4                          |                            |  |   |                        |                        |                        |  |    |                    |             |             |
|  |                   | 4                     | Milwaukee             | 3 |                        |                            |                            |                            |  |   |                        |                        |                        |  |    |                    |             |             |
|  | 4                 | 4                     | Milwaukee             | 3 | Milwaukee              | 3                          |                            |                            |  |   |                        |                        |                        |  |    |                    |             |             |
|  | 4                 |                       |                       |   | Milwaukee              | 3                          |                            |                            |  |   |                        |                        |                        |  |    |                    |             |             |
|  | 5                 | Philadelphia          | 2                     |   |                        |                            |                            |                            |  |   |                        |                        |                        |  |    |                    |             |             |
|  | 5                 | Philadelphia          | 2                     |   |                        |                            |                            |                            |  | 1 | Boston                 | 4                      |                        |  |    |                    |             |             |
|  | Conferencia Este  |                       |                       |   |                        |                            |                            |                            |  | 1 | Boston                 | 4                      |                        |  |    |                    |             |             |
|  |                   | 3                     | Detroit               | 3 |                        |                            |                            |                            |  |   |                        |                        |                        |  |    |                    |             |             |
|  | 3                 | 3                     | Detroit               | 3 | Detroit                | 3                          |                            |                            |  |   |                        |                        |                        |  |    |                    |             |             |
|  | 3                 |                       |                       |   | Detroit                | 3                          |                            |                            |  |   |                        |                        |                        |  |    |                    |             |             |
|  | 6                 | Washington            | 0                     |   |                        |                            |                            |                            |  |   |                        |                        |                        |  |    |                    |             |             |
|  | 6                 | Washington            | 0                     |   | 3                      | Detroit                    | 4                          |                            |  |   |                        |                        |                        |  |    |                    |             |             |
|  |                   |                       |                       |   | 3                      | Detroit                    | 4                          |                            |  |   |                        |                        |                        |  |    |                    |             |             |
|  |                   | 2                     | Atlanta               | 1 |                        |                            |                            |                            |  |   |                        |                        |                        |  |    |                    |             |             |
|  | 2                 | 2                     | Atlanta               | 1 | Atlanta                | 3                          |                            |                            |  |   |                        |                        |                        |  |    |                    |             |             |
|  | 2                 |                       |                       |   | Atlanta                | 3                          |                            |                            |  |   |                        |                        |                        |  |    |                    |             |             |
|  | 7                 | Indiana               | 1                     |   |                        |                            |                            |                            |  |   |                        |                        |                        |  |    |                    |             |             |

## Estadísticas
| Categoría                    | Jugador         | Equipo                 | Estadísticas |
| ---------------------------- | --------------- | ---------------------- | ------------ |
| Puntos por partido           | Michael Jordan  | Chicago Bulls          | 37.1         |
| Rebotes por partido          | Charles Barkley | Philadelphia 76ers     | 14.6         |
| Asistencias por partido      | Magic Johnson   | Los Angeles Lakers     | 12.2         |
| Robos por partido            | Alvin Robertson | San Antonio Spurs      | 3.2          |
| Tapones por partido          | Mark Eaton      | Utah Jazz              | 4.1          |
| Porcentaje de tiros de campo | Kevin McHale    | Boston Celtics         | 60.4         |
| Porcentaje de tiros libres   | Larry Bird      | Boston Celtics         | 91.0         |
| Porcentaje de tiros de tres  | Kiki Vandeweghe | Portland Trail Blazers | 48.1         |

## Premios
- MVP de la Temporada
  -  Magic Johnson (Los Angeles Lakers)
- Rookie del Año
  -  Chuck Person (Indiana Pacers)
- Mejor Defensor
  -  Michael Cooper (Los Angeles Lakers)
- Mejor Sexto Hombre
  -  Ricky Pierce (Milwaukee Bucks)
- Jugador Más Mejorado
  -  Dale Ellis (Seattle SuperSonics)
- Entrenador del Año
  -  Mike Schuler (Portland Trail Blazers)

| - Primer Quinteto de la Temporada - F - Larry Bird, Boston Celtics - F - Kevin McHale, Boston Celtics - C - Hakeem Olajuwon, Houston Rockets - G - Michael Jordan, Chicago Bulls - G - Magic Johnson, Los Angeles Lakers | - 2.º Mejor Quinteto de la Temporada - Charles Barkley, Philadelphia 76ers - Dominique Wilkins, Atlanta Hawks - Moses Malone, Washington Bullets - Isiah Thomas, Detroit Pistons - Lafayette Lever, Denver Nuggets |

| - Primer Quinteto Defensivo - Kevin McHale, Boston Celtics - Michael Cooper, Los Angeles Lakers - Hakeem Olajuwon, Houston Rockets - Alvin Robertson, San Antonio Spurs - Dennis Johnson, Boston Celtics | - 2.º Mejor Quinteto Defensivo - Paul Pressey, Milwaukee Bucks - Rodney McCray, Houston Rockets - Mark Eaton, Utah Jazz - Maurice Cheeks, Philadelphia 76ers - Derek Harper, Dallas Mavericks |

- Mejor Quinteto de Rookies
  - John "Hot Rod" Williams, Cleveland Cavaliers
  - Roy Tarpley, Dallas Mavericks
  - Chuck Person, Indiana Pacers
  - Brad Daugherty, Cleveland Cavaliers
  - Ron Harper, Cleveland Cavaliers

| Semana                          | Jugador                                |
| ------------------------------- | -------------------------------------- |
| 31 de octubre al 9 de noviembre | Michael Jordan (Chicago Bulls)         |
| 10 al 16 de noviembre           | Robert Parish (Boston Celtics)         |
| 17 al 23 de noviembre           | Alvin Robertson (San Antonio Spurs)    |
| 24 al 30 de noviembre           | Hot Rod Williams (Cleveland Cavaliers) |
| 1 al 7 de diciembre             | Tom Chambers (Seattle SuperSonics)     |
| 8 al 14 de diciembre            | Dominique Wilkins (Atlanta Hawks)      |
| 15 al 21 de diciembre           | Magic Johnson (Los Angeles Lakers)     |
| 22 al 28 de diciembre           | Patrick Ewing (New York Knicks)        |
| 29 de diciembre al 4 de enero   | Larry Bird (Boston Celtics)            |
| 5 al 11 de enero                | Isiah Thomas (Detroit Pistons)         |
| 12 al 19 de enero               | Otis Thorpe (Sacramento Kings)         |
| 20 al 26 de enero               | Alex English (Denver Nuggets)          |
| 27 de enero al 1 de febrero     | Fat Lever (Denver Nuggets)             |
| 2 al 15 de febrero              | Magic Johnson (Los Angeles Lakers)     |
| 16 al 22 de febrero             | Moses Malone (Washington Bullets)      |
| 23 de febrero al 1 de marzo     | Michael Jordan (Chicago Bulls)         |
| 2 al 8 de marzo                 | Magic Johnson (Los Angeles Lakers)     |
| 9 al 15 de marzo                | Karl Malone (Utah Jazz)                |
| 16 al 22 de marzo               | Magic Johnson (Los Angeles Lakers)     |
| 23 al 29 de marzo               | Larry Smith (Golden State Warriors)    |
| 30 de marzo al 5 de abril       | Magic Johnson (Los Angeles Lakers)     |
| 6 al 12 de abril                | Michael Jordan (Chicago Bulls)         |
| 13 al 15 de abril               | Julius Erving (Philadelphia 76ers)     |

| Mes       | Jugador                              |
| --------- | ------------------------------------ |
| Noviembre | Michael Jordan (Chicago Bulls)       |
| Diciembre | Magic Johnson (Los Angeles Lakers)   |
| Enero     | Charles Barkley (Philadelphia 76ers) |
| Febrero   | Michael Jordan (Chicago Bulls)       |
| Marzo     | Magic Johnson (Los Angeles Lakers)   |

| Mes       | Jugador                              |
| --------- | ------------------------------------ |
| Noviembre | Chuck Person (Indiana Pacers)        |
| Diciembre | Ron Harper (Cleveland Cavaliers)     |
| Enero     | Ron Harper (Cleveland Cavaliers)     |
| Febrero   | Chuck Person (Indiana Pacers)        |
| Marzo     | Brad Daugherty (Cleveland Cavaliers) |

| Mes       | Entrenador                            |
| --------- | ------------------------------------- |
| Noviembre | Pat Riley (Los Angeles Lakers)        |
| Diciembre | Frank Layden (Utah Jazz)              |
| Enero     | Bill Fitch (Houston Rockets)          |
| Febrero   | Mike Schuler (Portland Trail Blazers) |
| Marzo     | George Karl (Golden State Warriors)   |